# 滨海大道站
滨海大道站是浙江省宁波市建设中的一座高架市域铁路车站，属于宁波轨道交通12号线。车站计划于2027年启用。

## 车站形制
滨海大道站位于象山县丹东街道东谷路、宝海路口西北侧。车站沿东谷路呈西北-东南方向布置，为高架三层岛式车站，长100米，宽21.3米，站台宽11.2米，总建筑面积为6095平方米。

## 出口
滨海大道站规划设置2个出口。